# Philips Stadion
Philips Stadion – 36-tysięczny stadion piłkarski, na którym swoje mecze rozgrywa PSV Eindhoven. Inauguracja obiektu nastąpiła 31 sierpnia 1913 roku.

## Rozbudowa
Pod koniec 1933 roku jego pojemność wyniosła niespełna 300 osób, i pozostawała niezmienna do roku 1941, kiedy to wzrosła do 18 000. Podczas operacji Market Garden w czasie II wojny światowej, stadion, tak jak i całe Eindhoven, został zniszczony w trakcie działań wojennych. Odbudowa i przebudowa stadionu zakończyła się w roku 1958. Pojemność stadionu została ustalona na poziomie 20 tysięcy widzów. Rozbudowa trybuny północnej – "North stand" (w 1995 roku) oraz zabudowanie narożników stadionu (w 2000 i 2002 roku) doprowadziły do zwiększenia jego pojemności do 36 500 widzów. W 2010 rozpoczęła się przebudowa stadionu mająca na celu zwiększenie ilości miejsc do 44 tys.

## Średnia liczba widzów na meczachEredivisie
- 2003/04: 32 852
- 2004/05: 31 688
- 2005/06: 33 164